# Drew Goldsack
Pour les articles homonymes, voir Goldsack.
Drew Goldsack est un fondeur canadien, né le 23 août 1981.

## Biographie
Il débute en Coupe du monde en février 2004. Il marque ses premiers points en 
décembre 2005 (28e). Il obtient son meilleur résultat en janvier 2008 au sprint libre de Canmore avec une 12e place (demi-finaliste).
Aux Jeux olympiques d'hiver de 2006, il est 56e de la poursuite, 53e du quinze kilomètres classique et 31e du sprint libre.
Aux Jeux olympiques d'hiver de 2010 à Vancouver, il est 40e du sprint classique.
Aux Championnats du monde ses meilleurs résultats sont 6e du sprint par équipes en 2007 et 21e du sprint individuel en 2005.
Il se retire en 2012.